# Юнассон, Свен
Свен Ю́нассон (швед. Sven Jonasson; 9 июля 1909, Бурос, Швеция — 17 сентября 1984, Варберг, Швеция) — шведский футболист, нападающий, участник чемпионатов мира 1934 и 1938 года в составе сборной Швеции.

## Клубная карьера
Свен Юнассон провёл карьеру в клубе «Эльфсборг», стабильно выступая за команду в течение почти 20 лет. В его составе он трижды становился чемпионом Швеции, трижды был серебряным призёром и дважды завоёвывал титул лучшего бомбардира шведского чемпионата. На протяжении 15 лет (с 1928 по 1942 гг.) он не пропустил ни одной игры своего клуба. Свену Юнассону принадлежит рекорд как по количеству забитых мячей (252 гола), так и по количеству проведённых подряд встреч (344 матча с 1927 по 1941 год) в высшем шведском дивизионе.

## Международная карьера
За сборную Швеции Юнассон провёл 42 матча и забил 20 голов, три из которых пришлись на его участие в чемпионатах мира 1934 и 1938 года. В 1934 году на полях Италии Юнассон сделал дубль в первом же матче против Аргентины, предопределив победу своей команды. В четвертьфинале со сборной Германии Юнассон отличиться не сумел, и Швеция выбыла из турнира, проиграв 1:2.
В 1938 году Свену удалось отличиться лишь однажды, но результат сборной был выше — Швеция заняла четвёртое место.
Свен также принимал участие в Олимпийских играх 1936 года, но его команда выбыла уже после первого раунда.

## Достижения

### Командные
«Эльфсборг»
- Чемпион Швеции: 1936, 1939, 1940
- Серебряный призёр чемпионата Швеции: 1943, 1944, 1945

Сборная Швеции
- Четвёртое место на чемпионате мира: 1938

### Личные
- Лучший бомбардир чемпионата Швеции: 1934, 1936
- Лучший бомбардир в истории чемпионата Швеции: 252 гола
- Лучший бомбардир в истории «Эльфсборга»: 263 гола

## Статистика выступлений
| Клуб             | Сезон            | Лига | Лига | Кубок Швеции | Кубок Швеции | Итого | Итого |
| Клуб             | Сезон            | Игры | Голы | Игры         | Голы         | Игры  | Голы  |
| ---------------- | ---------------- | ---- | ---- | ------------ | ------------ | ----- | ----- |
| Эльфсборг        | 1927/28          | 15   | 20   | -            | -            | 15    | 20    |
| Эльфсборг        | 1928/29          | 22   | 18   | -            | -            | 22    | 18    |
| Эльфсборг        | 1929/30          | 22   | 16   | -            | -            | 22    | 16    |
| Эльфсборг        | 1930/31          | 22   | 10   | -            | -            | 22    | 10    |
| Эльфсборг        | 1931/32          | 22   | 4    | -            | -            | 22    | 4     |
| Эльфсборг        | 1932/33          | 22   | 9    | -            | -            | 22    | 9     |
| Эльфсборг        | 1933/34          | 20   | 20   | -            | -            | 20    | 20    |
| Эльфсборг        | 1934/35          | 22   | 22   | -            | -            | 22    | 22    |
| Эльфсборг        | 1935/36          | 22   | 24   | -            | -            | 22    | 24    |
| Эльфсборг        | 1936/37          | 22   | 13   | -            | -            | 22    | 13    |
| Эльфсборг        | 1937/38          | 22   | 12   | -            | -            | 22    | 12    |
| Эльфсборг        | 1938/39          | 22   | 15   | -            | -            | 22    | 15    |
| Эльфсборг        | 1939/40          | 22   | 14   | -            | -            | 22    | 14    |
| Эльфсборг        | 1940/41          | 22   | 11   | -            | -            | 22    | 11    |
| Эльфсборг        | 1941/42          | 22   | 4    | 1            | 1            | 23    | 5     |
| Эльфсборг        | 1942/43          | 21   | 10   | 5            | 3            | 26    | 13    |
| Эльфсборг        | 1943/44          | 21   | 11   | 4            | 6            | 25    | 17    |
| Эльфсборг        | 1944/45          | 19   | 8    | ?            | 0            | 19+   | 8     |
| Эльфсборг        | 1945/46          | 21   | 8    | 1+           | 1            | 22+   | 9     |
| Эльфсборг        | 1946/47          | 7    | 3    | ?            | 0            | 7+    | 3     |
| Всего за карьеру | Всего за карьеру | 410  | 252  | 11+          | 11           | 421+  | 263   |